# 남궁억

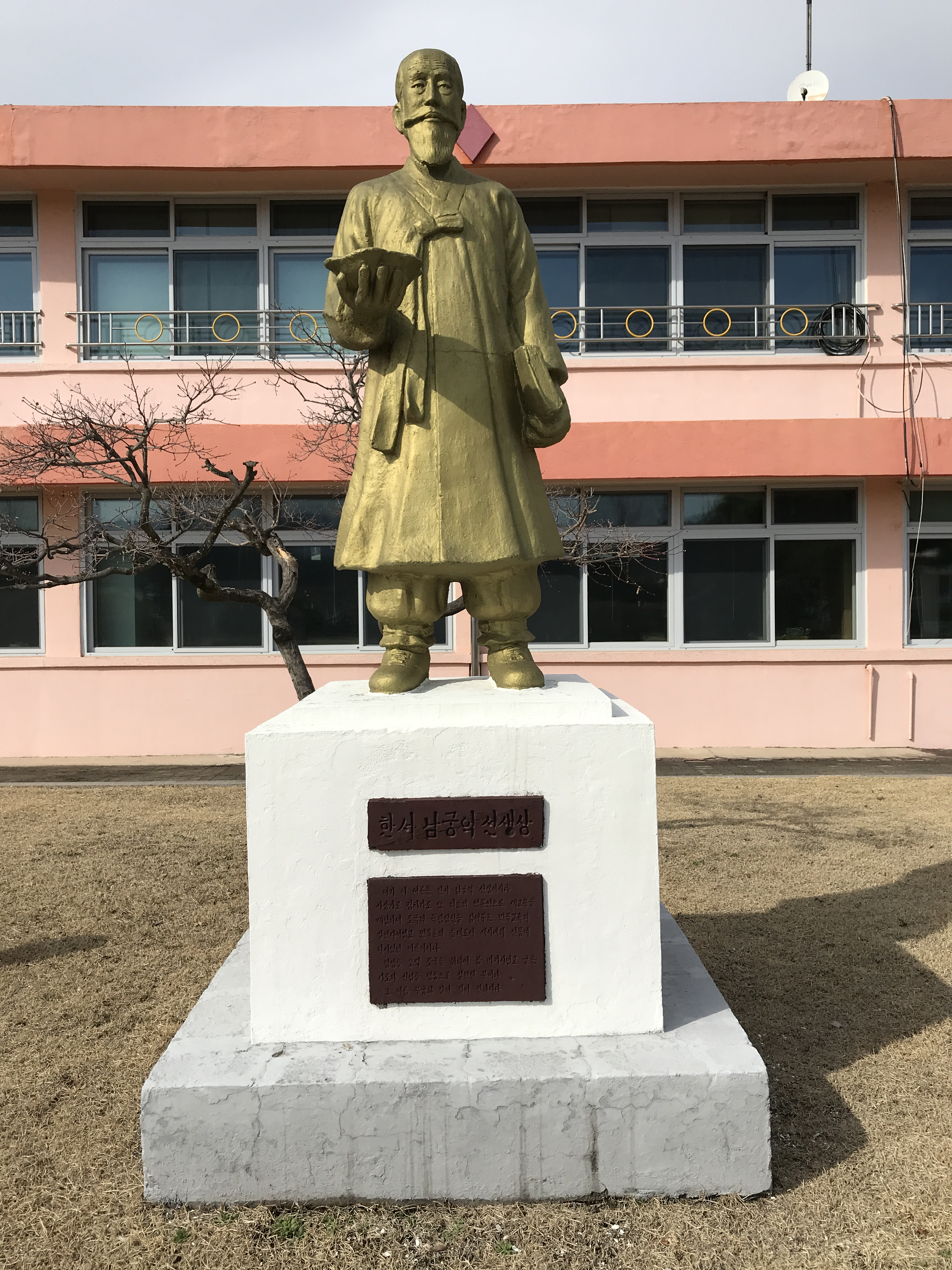
속초초등학교에 세워진 한서 남궁억 선생상.

남궁 억(南宮 檍, 1863년 12월 27일 ~ 1939년 4월 5일)은 대한제국 조선 황조 말기의 교육자, 계몽운동가이며 일제 강점기의 독립운동가이자 교육가, 사회운동가, 시인, 저술가, 작사가, 작곡가, 언론인이다.

## 이력
그의 자(字)는 치만(致萬)이고 호(號)는 한서(翰西)이며 본관은 함열(咸悅)이다. 조선 한성부에서 출생하였으며 지난날 한때 조선 강원도 홍천에서 잠시 유아기를 보낸 적이 있고 그 후 조선 경상도 동래에서 잠시 유년기를 보낸 적이 있는 그는 「삼천리 반도 금수강산」을 비롯한 노래들을 작곡하였으며 좌옹 윤치호의 사돈이기도 하다.
1887년 영어학교를 졸업하고 고종의 통역관이 되어 관직에 나갔으며 1894년 내무부 토목국장이 되어 경성부 탑골공원(파고다 공원) 공사의 감독을 맡아 완공시켰다. 또한 경성부내의 도로 정비와 도시 계획을 주도하였다. 그뒤 개화, 계몽운동을 추진하다가 1903년부터 성주목사, 양양군수(襄陽郡守)를 지냈으나 1905년 을사 보호 조약으로 관직을 사퇴하고 대한협회장, 관동학회(關東學會) 회장 등으로 활동하며 계몽, 교육 활동에 전념하였다.
1910년 10월 강제 한일합방 이후에는 배화학당 교사와 상동학원 원장을 겸하며 교과서를 편찬하고 교회와 학교를 세웠으며, 신편언문체법(1914), 가정교육(1914) 등의 교과서를 저술하였다. 1918년 고향 홍천 모곡으로 낙향하여 교회와 학교를 짓고 무궁화 보급 운동을 추진했다. 1933년 12월 조선총독부의 불심검문에 체포되어 서대문형무소에서 복역하다가 1935년 석방되었다.

## 생애

### 젊은 시절

#### 출생과 수학(학문을 다룸)
한서 남궁억은 1863년(철종 14년) 12월 27일, 한성부 종로방 정동 왜송골(倭松洞)에서 중추부도사(都事)를 지낸 남궁영(南宮泳)과 덕수 이씨의 아들로 태어났다. 유년 시절에는 정식으로 수학하지 못하고 한문 공부를 하다가 1883년(고종 20년) 미국인이 경영하는 영어학교에 다녔다.
1884년(고종 21)에는 영어학교 1학년 재학 중 해관(海關) 묄렌도르프(P.G. Von Möllendorff)의 견습생이 되었고, 1886년 내부주사(內部主事)로 특채되었다. 1887년 초 영어학교를 졸업하고 고종의 어전통역관이 되었다.

#### 관료 생활
1887년 전권대신 조민희(趙民熙)의 수행서기관으로 상하이에도 갔다. 영국, 러시아, 독일 순방길을 계획하고 홍콩까지 갔으나, 청나라의 간섭과 방해로 2년간 홍콩에서 머물다가 결국 다시 소환되어 돌아왔다. 이후 1889년 궁내부 별군직(宮內府別軍職), 1893년 칠곡부사를 역임하고, 1894년에는 갑오경장으로 내무부 토목국장에 발탁되어 서울 종로와 정동 일대 및 육조 앞과 남대문 사이의 도로를 정비하고 경성부 탑골공원(파고다 공원) 공사의 감독을 맡아 완공시켰다. 이후 흥화학교(興化學校)에서 교사로 영문법과 국사(國史)를 가르치고 독립협회에 가입했다. 1895년에는 주변 조정 관료들의 반대에도 불구하고 한성부의 민가를 정비, 허물고 도로를 정비하여 길을 닦았다. 그뒤 1896년 2월 관직을 사퇴하였다.

### 계몽, 구국 운동

#### 독립협회, 독립신문 활동
1895년 12월 서재필이 귀국하자, 이후 귀국한 서재필(徐載弼), 유길준, 윤치호, 이승만 등과 개화 운동을 펼친다. 또한 서재필과 함께 언론사 창립을 추진한다. 1896년 초에는 서재필, 윤치호와 독립신문 창간에 참여하고 독립신문의 기자이자 필진의 한사람으로 활동하며 독립정신을 고취하였다. 그해 2월 아관파천이 단행되자 관직을 사퇴하였다.
그해 별군직으로 임명되었으나 한직이었다. 1896년 7월 2일 서재필, 윤치호, 이상재(李商在) 등과 독립협회의 창립총회에 참여했으며, 이때 남궁억은 독립협회의 중앙위원 겸 수석 총무로서 또 서기가 되었다가 독립협회 평의원, 사법 위원을 겸하였다. 1897년 관직을 사퇴하였다. 한편 독립협회 기관지인 《대조선독립협회회보 (大朝鮮獨立協會會報)》의 발행에도 참가하였다.
1898년(광무 1년) 독립협회 관계로 투옥되었다가 석방되었다.

#### 언론 활동
그해 9월 나수연(羅壽淵), 유근(柳瑾) 등과 함께 재정난에 허덕이던 윤치소의 경성신문을 인수하고 다시 황성신문사(皇城新聞社)를 창간하여 사장이 되었다. 이후 황성신문을 일간지로 발행하고 국한문 혼용체를 채택했다. 그밖에 국민 계몽과 독립협회 활동을 지원하는 데 힘을 쏟았다. 대한제국의 정치체제를 전제군주제에서 입헌군주제로 개혁, 의회를 설립하고 대대적 개혁을 단행해야 된다는 주장을 하며 독립협회운동과 만민공동회의 지도자로 활동하다,
1898년 11월 왕당파로부터 왕정타도와 공화정을 수립하려 한다는 이유로 탄핵당하고 17명의 지도자와 함께 경성부 외곽에 숨었으나 결국 경무청 형사들에 의해 체포되었다. 1899년 12월 독립협회가 강제로 해산당하자 언론 활동에만 전념하였다. 1900년 7월 황성신문에 러시아와 일본의 한국분할설을 주장하고 이를 번역하여 외국 신문에서 옮겨 실어, 러시아와 일본의 한국 침략 야욕을 폭로하는 논평을 게시했다가 경무청에 체포, 구금되었다.

#### 계몽, 개화 활동
1902년(광무 5년) 5월에도 황성신문에 일본이 '1894년 동학난 이래 조선을 침략해 들어오면서 러시아와 맺은 조약이라며 러일협정의 성격을 논박한 사설을 실었다. 이 사건으로 황성신문 총무 나수연과 함께 다시 경무청에 체포, 구속되어 고문을 당하다가 4개월 만에 석방되었다.
1902년에는 러시아 제국과 일본 제국의 한국 분할설과 러일 협정을 공박하였으며, 1903년 영관(領官)을 지낸 유동근(柳東根)이 '황성신문 사장이던 남궁억과 신문사 총무 나수연 등과 함께 일본으로 망명한 박영효(朴泳孝) 등과 공모, 쿠데타를 일으키기로 하였다'고 모함하였다. 이 때문에 다시 경무청에 구속되었으나 혐의 없음으로 4개월 뒤에 석방되었다. 출옥한 뒤 황성신문 사장직을 사임하였다.
1903년 3월 고종의 간곡한 요구로 특별히 성주목사로 부임하였다. 이후 성주목사와 1904년 양양군수를 역임하면서 부패한 토호들과 토색질을 일삼는 향리들을 엄히 단속하여 처벌하였으며 조정 고관들의 비리를 탄핵하기도 했다. 강원도 양양군수 재직 중 폐습타파와 단발령, 신식 학교 유치, 도로 정비, 병원 유치 등을 추진하였다. 1905년 11월 을사보호조약이 체결되자 조약의 부당함을 간하다가 실패하자 관직을 사퇴하였다. 1906년 2월 다시 양양군수로 복직하여 애국계몽운동에 참가하여, 1907년(광무 10년) 7월 양양의 동헌 뒷산에 양양에 현산학교(峴山學校)를 설립하고 신교육을 실시하였다. 1907년 11월에는 권동진(權東鎭), 여병현(呂炳鉉), 유근, 유길준, 이우영(李宇榮), 오세창(吳世昌), 윤효정(尹孝定), 안국선, 장지연, 정운복(鄭雲復), 홍필주(洪弼周), 윤치호 등과 대한협회를 조직하고 대한협회 회장이 되었다. 이어 기관지로 대한협회월보와 대한민보를 발행하였다. 1907년 7월 일본이 헤이그 특사 파견 사건을 이유로 고종에게 퇴위 압력을 가하여 사퇴시키고 이완용, 박제순 등과 정미칠조약을 체결하자 이를 반대하다가 결국 관직을 사임하고 홍천 모곡으로 낙향하였다.
1908년(융희 2년) 4월 강원도 지방의 애국계몽운동단체로 관동학회(關東學會)를 창립하였으며 1908년, 교육 계몽 잡지인 교육월보를 간행하였다. 1909년 관동학회의 회장이 되었으며 강원도내 신문물, 신식 학교의 건립과 신식 교육을 보급하는 노력을 기울였다.

### 일제 강점기 활동

#### 교육 계몽 활동
1910년(융희 4년) 10월 한일 합방 조약이 체결되자 배화학당(培花學堂)의 한글, 역사, 가정 교사가 되고 1911년 기독교에 입교하였다. 배화학당 교사로 있으면서 《가정교육》 《신편언문체법(新編諺文體法)》 등 교과서를 지었고 '우리의 역사', '언문 체법', '가정 교육', '무궁화 지도', '육아법' 등의 책을 집필, 발간하고 시와 노래를 지었다. 1912년부터는 상동청년학원(尙洞靑年學院) 원장을 겸하면서 독립사상 고취, 애국가사 보급, 한글서체 창안 및 보급에 힘썼다.
1910년부터 배화학당과 상동청년학원 교사로 재직하다, 1918년 건강이 악화되면서, 친지들의 권고에 따라 울적함을 달래기 위해 강원도 홍천군(洪川) 서면 모곡리 보리울로 낙향하여 1919년 9월 모곡(牟谷)에 교회와 모곡학교를 세웠다.
낙향 초기에는 교회를 설립한다 하여 주민들의 편견과 비방에 시달리기도 했다. 문맹 개선이 필요하다고 본 그는 20대에서 30,40대의 학생들도 받아서 가르쳤다고 한다. 낮에는 학교 교사로 밤에는 부락의 마을 지도자로 활동하고 주말에는 교회에서 설교를 하였다. 또한 조선이야기 와 동사략 등을 집필, 간행하였다. 후에 모곡학교는 총독부 학제 개편에 의해 한서국민학교와 한서중학교로 분리되었다.
그는 홍천군 모곡리 유리산에 올라 매일 '불의의 일본을 이 땅에서 물리쳐 주소서.', '이 민족에게 불의에 굴하지 않는 힘을 주소서.'하고 매일과 같이 기도하였다 한다. 또한 일하러 가세 일하러 가 로 시작하는 삼천리반도 금수강산을 비롯한 몇몇 노래와 시 등을 직접 작사 작곡하였다. 그는 학교 안에 무궁화 묘포를 만들어 나라꽃인 무궁화를 전국에 보급하기 위해 노력하였다. 또한 노동과 애국심을 주제로 한 찬송가와 시, 가사 등을 지어 전국의 교회와 기독교계 학교들에 보급하였다. 특히 그가 지은 창가(唱歌) 가사 무궁화동산, 기러기 노래, 조선의 노래, 운동가, 조선지리가(朝鮮地理歌) 등은 민간에 널리 유행하였다.
1918년, 남궁억은 자신의 선향인 강원도 홍천군 서면 모곡리에 내려와 모곡 감리교회를 세우고 전도사로 목회하면서 더불어 교회내에 4년제 보통학교를 설립하였다. 그는 '무궁화 심기 운동'을 대대적으로 펼치고 무궁화 묘목을 가꾸어 보급하였으나 일제는 무궁화 묘목 8만주를 불태우고, 이들을 구속하였으며, 학교는 공립학교로 강제 편입시켜 버렸다.

#### 투옥과 석방
그뒤 〈무궁화 묘포〉(苗圃)를 만들었으며 1933년에는 무궁화동산이라는 노래를 지어 학생들에게 가르쳤다는 죄목으로 체포되었다가 8개월만에 풀려났다. 그러나 가석방된 뒤 1933년 9월 기독교 계열 독립운동 비밀결사인 십자가당(十字架黨)을 조직, 활동하다가, 1933년 12월, 총독부 경찰의 불심검문에 걸려, 홍천 모곡리 무궁화 사건으로 비화되면서 홍천경찰서로 넘겨졌다가 경성부 서대문형무소로 넘어가 복역한다. 일제가 민족 정신을 말살하기 위하여 일장기와 벚꽃을 보급하고 장려하려는 것에 항거해 당시 모곡리의 감리교 전도사로 일하던 남궁억은 그의 동지들과 더불어 민족정신 고양을 위해 무궁화 묘목을 전국에 배포하였다.

### 최후
그뒤 조선총독부 경무국과 학무국의 회유를 받았으나 모두 거절하고 고문을 당하였다. 1935년, 복역 중 병으로 석방되어 개성의 윤치호 자택에서 얼마간 요양하다가 고향인 홍천으로 낙향하였다. 저서로는 《동사략(東史略)》, 《조선이야기》, 《가정교육》, 《조선어보충(朝鮮語補充)》, 《신편언문예법》, 《조선어문법(朝鮮語文法)》 등이 있으며 이 중에는 기독교계열 학교의 교과서, 교재로도 활용되었다. 석방된지 4년 만인 1939년 4월 5일에 고문 후유증 등으로 사망하였다.
1937년 1월 부인 양씨의 장례식을 치른 뒤 그는 제자들과 친지들에게 "내가 죽거든 무덤을 만들지 말고 과일나무 밑에 묻어 거름이나 되게 하라"는 유언을 남겼다.

## 사후
- 제자들에 의해 홍천군 서면 모곡리 모곡 점말 앞산 선영하에 제자들과 지역유지들에 의해 장례식이 거행된 뒤 안장되었으며 묘소 근처에 특별히 신도비가 세워졌다. 해방 후 1966년 강원도 홍천군 서면 모곡리 468-1번지 산 큰말교회 뒤편으로 이장되었으며, 성역화되었다.
- 1962년 3월 1일 대통령 표창이 추서되고 1977년 건국훈장 국민장이 추서되었다.
- 그해 강원도 도민들의 성금과 정부의 지원하에 유리봉 근처로 다시 이장하고 성역화하였다.

- 그뒤 홍천군 서면 모곡리 387번지에 한서 남궁억 기념관이 세워졌고, 묘소 앞에 있던 신도비는 2009년 8월 15일 한서 남궁억 기념관 경내 공원으로 이전되었다.

## 저작
- 통사략(동사략, 東史略) 5권
- 죠션니약이 (조선이야기) - 아동용 한국사
- 기러기
- 조선의 노래
- 찬송가 ‘삼천리 반도 금수강산’(통일찬송가 371장)[2] - 일부 가사가 심훈의 소설 《상록수》의 청석골 학교 낙성식 장면에 언급되어 있다[3].

## 가계
- 아버지 : 남궁영(南宮泳), 조선시대에 중추부도사(都事) 역임
- 어머니 : 덕수이씨(德水 李氏)
- 부인 : 양혜덕(梁惠德, 1866년 9월 13일 - 1937년 1월 20일
  - 딸 : 남궁숙경
  - 아들: 남궁염(南宮炎, 1888년 3월 17일 ~ 1961년 11월 29일, 미국명 데이비드 남궁(David Y. Namkoong), 독립운동가 겸 외교관)
  - 딸 : 남궁자경
  - 사위: 윤광선, 윤치호의 아들

## 같이 보기
| - 대한협회 - 독립협회 - 만민공동회 - 무궁화 - 윤치호 - 양기탁 - 이동녕 - 이상재 - 이시영 - 박중양 - 서재필 - 유길준 - 윤효정 | - 애국가 - 을사보호조약 - 찬송가 - 한서초등학교 - 한서중학교 - 남궁염 - 서광범 - 남궁자경 - 윤광선 - 명승희 - 신규식 |

## 참고 자료
- 김세한, 《한서남궁억선생의 생애》 (한서남궁억선생기념사업회, 1960)
- 윤치호, 《윤치호 일기 1916~1943:한 지식인의 내면세계를 통해 본 식민지시기》 (김상태 편역, 인물과 사상사, 2001)
- 피정만, 〈한서 남궁억과 강원도 근대교육〉,《강원문화연구 11》, (강원대학교, 1992)
- 김동면, 〈한서 남궁억의 역사관〉, 《한국사연구 46》, 1984
- 정진석, 〈남궁억: 황성신문 초대 사장〉 (도서출판 기파랑 2014)